# Harringay Racers
Harringay Racers – angielski klub żużlowy. Klub zdobył łącznie 5 medali w lidze brytyjskiej. Klub został rozwiązany.

## Osiągnięcia
- Drużynowe Mistrzostwa Wielkiej Brytanii:
  - srebro: 4 (1935, 1936, 1948, 1953)
  - brąz: 1 (1952)